# Tyszki-Gostery
Tyszki-Gostery je vesnice v severovýchodní části Polska v okrese Ostrolenka Mazovského vojvodství. Leží 100 km severovýchodně od Varšavy, v historickém Mazovsku.
Vlastní vesnice Tyszki-Gostery čítá 60 obyvatel.
První zmínka o lokalitě pochází z 15. století.

## Historie
Nejstarší zmínka o obci se datuje na začátek 15. století. V roce 1393 dal areál dnešní vesnice mazovský kníže Janusz I. rytíři Dobrogostovi Tyszkovi, trzaskému erbu, který zde založil osadu, pojmenovaný podle zdrobněliny jeho jména (Goster ').
V letech 1921–1939 se obec nacházela v provincii Białystok v okrese Łomża v obci Piski.
Podle všeobecného sčítání lidu z roku 1921 vesnici obývalo 192 lidí. 160 bylo vyznání římskokatolického, 6 pravoslavného a 26 židovského. Současně 160 obyvatel deklarovalo polskou národnost, 26 židovskou a 6 ruskou. Bylo zde 26 obytných budov. Město patřilo k římskokatolické farnosti v Pisakchu. Bylo podřízen městskému soudu v Ostrołęce a okresnímu soudu v Łomżi; správní pošta byla v Pisce.
V důsledku útoku SSSR na Polsko v září 1939 bylo město pod sovětskou okupací. Od června 1941 pod německou okupací. Od 22. července 1941 do roku 1945 bylo zahrnuto do Landkreis z Lomsch, Bezirk Bialystok ze třetí říše. V letech 1975–1998 patřilo město administrativně do provincie Łomża.